# Mogale Paul Nkhumishe
Mogale Paul Nkhumishe (* 28. Februar 1938 in Warmbaths, Transvaal, Südafrika; † 29. Juni 2012) war römisch-katholischer Bischof von Polokwane.

## Leben
Mogale Paul Nkhumishe empfing am 24. Juni 1967 die Priesterweihe.
Papst Johannes Paul II. ernannte ihn am 5. November 1981 zum Titularbischof von Tigisi in Numidia und zum Weihbischof im Bistum Lydenburg-Witbank. Die Bischofsweihe spendete ihm der Erzbischof von Bloemfontein, Peter Fanyana John Butelezi OMI, am 14. Februar 1982; Mitkonsekratoren waren die Anton Reiterer MCCJ, Bischof von Lydenburg-Witbank, und Fulgence Werner Le Roy OSB, Abt von Pietersburg.
Am 9. Januar 1984 wurde er zum Bischof von Lydenburg-Witbank ernannt und am 31. Mai desselben Jahres in das Amt eingeführt. Am 17. Februar 2000 wurde er von Papst Johannes Paul II. zum Bischof von Pietersburg ernannt.  
Papst Benedikt XVI. nahm am 9. Dezember 2011 sein aus gesundheitlichen Gründen vorgebrachtes Rücktrittsgesuch an.